# Pulski dani eseja
Pulski dani eseja (PDE) međunarodna je književno-kulturna manifestacija koja se – u organizaciji Istarskoga ogranka Društva hrvatskih književnika i časopisa za književnost, umjetnost i kulturu Nova Istra – od 2003. održava u Puli. Idejni začetnik i pokretač PDE književnik je Boris Domagoj Biletić. Preteča Pulskih dana eseja bili su skupovi o kraju stoljeća/tisućljeća (prvi takovrsni u Hrvatskoj) istoga organizatora, pod naslovom „Čitajući znakove vremena“ (objavljen je i zbornik pod tim naslovom), a održani su 1998. i 1999. u Poreču i Rovinju (predviđeni pulski skup 2000. iz objektivnih i tehničkih razloga morao je biti otkazan). Poticaj Danima bio je i međunarodni okrugli stol „(Anti)globalizacija i kultura“, održan na pulskome Sajmu knjiga 2002., okupivši brojne urednike najvažnijih književnih i kulturnih časopisa iz Hrvatske i nekoliko europskih zemalja, a u suorganizaciji Istarskoga ogranka DHK i Sajma. 
Pulski dani eseja održavaju se u listopadu, a lokacije su njegovih programa dosad bile: Dom hrvatskih branitelja, Gradska knjižnica i čitaonica Pula te Klub hrvatskih književnika „Dr. Ljubica Ivezić“ (sjedište Istarskoga ogranka DHK i časopisa Nova Istra Istarskoga ogranka Društva hrvatskih književnika Pula). Središnji program i oni popratni odvijali su se i u drugim prikladnim pulskim prostorima te povremeno izvan Pule, u nekim istarskim mjestima. 
Program Pulskih dana eseja dvodnevni je, katkad i dvodijelni, kada se uz zadanu temu esejiziranja kao posebna sesija odvija ona naslovljena „Ogled o eseju“ (dakle esejiziranje o samome eseju kao žanru). Nekoliko su godina  PDE bili završnica i vrhunac tradicionalnih Dana Nove Istre, kada je čitav tjedan bio posvećen književnosti, nakladništvu, autorima i novim knjigama, esejistici... 
Glavna, središnja sjednica (sesija) PDE svake godine ima drugu naslovnu temu, o kojoj se govori u formi ogleda. Tako su teme od početka, 2003., pa do zaključno s 2024., dakle od 1. do 22. Pulskih dana eseja, bile:
- (2003.) Identitet i globalizacija
- Grad – esej (popratni program „Joyce u Puli“)
- Kako čitam/o/ Europu?
- Ljubav i mržnja
- Provincija
- Autoritet
- Manipulacija (objavljena posebna knjiga – separat)
- Zvane Črnja
- Dokolica (objavljena posebna knjiga – separat)
- Politika i političari
- Optimizam
- Hrvatska književnost u susjedstvu (objavljen poseban zbornik)
- (Ne)Sloboda ili demokratska cenzura
- Hrvatski književni regionalizam – nekoć i danas
- Patnja
- 2018.: 1918.: stoljeće od raspada Monarhije
- Akademik Josip Bratulić (objavljena posebna knjiga)
- Zbilja i sudbina književnosti (samo „online“/na mreži, zbog pandemije)
- Pisac, demokracija, ideologija
- Rat u hrvatskoj i stranim književnostima
- Književnost i filozofija / Filozofija i književnost
- Je li vrijeme časopisa prošlo?

Eseji koji nisu objavljeni u zasebnim knjigama/separatima i u zbornicima redovito se tiskaju kao temati u pulskome časopisu „Nova Istra“. Godine 2008. objavljen je dosad najopsežniji zbornik naslovljen „Esej danas“, koji obuhvaća oglede priopćene u izdanjima prvih 5 godišta PDE, od 2003. do 2007.
Godine 2007. u sklopu manifestacije, također na poticaj književnika B. D. Biletića, utemeljena je Nagrada Zvane Črnja, koju dodjeljuje Društvo hrvatskih književnika i njegov Istarski ogranak, za najbolju godišnju hrvatsku knjigu eseja.
Od 2007. do 2022. dobitnici Nagrade su: Tomislav Žigmanov, Mirko Tomasović, Roman Karlović, Dean Duda, Marko Pogačar, Dunja Detoni Dujmić, Marko Grčić, Pavao Pavličić, Marina Šur Puhlovski, Ivica Matičević, Jelena Lužina, Damir Barbarić, Zlatko Kramarić, Leo Rafolt, Božica Jelušić, Božidar Petrač, Dragutin Lučić Luce i Žarko Paić.
Do 2022. na PDE je sudjelovalo 299 esejista iz 15 zemalja (Europe i J. Amerike) te 67 sudionika popratnih programa (glazbenih, likovnih, raznih projekcija... u sjedištu IO DHK te na fakultetima, u muzejima, galerijama, knjižnicama i knjižarama). Predstavljeno je 50-ak novih knjiga, a popratnih je i posebnih programa održano više od 40.
Za sudionike se priređuju programi upoznavanja Pule i Istre, njihove kulturne povijesti i povijesti općenito.
Medijski je priredba uvijek dobro popraćena (pisani i elektronički mediji, a u posljednje vrijeme i na društvenim mrežama). Svi su Dani snimljeni na raznim nosačima slike i zvuka, a od početaka do danas Pulske dane eseja financijski podržavaju: Ministarstvo kulture i medija RH, Grad Pula, Istarska županija, Turistička zajednica Grada Pule, pojavljuju se tiskare kao sponzori, jednako i kolege dizajneri i grafičari.